# Monte Carpegna e Sasso Simone e Simoncello
Monte Carpegna e Sasso Simone e Simoncello este o arie protejată (arie de protecție specială avifaunistică — SPA) din Italia întinsă pe o suprafață de 4.784 ha, integral pe uscat.

## Localizare
Centrul sitului Monte Carpegna e Sasso Simone e Simoncello este situat la coordonatele 43°46′44″N 12°20′35″E / 43.7788°N 12.343°E.

## Înființare
Situl Monte Carpegna e Sasso Simone e Simoncello a fost declarat arie de protecție specială avifaunistică în martie 2003 pentru a proteja 1 specie de plante și 33 de specii de animale.

## Biodiversitate
Situată în ecoregiunea continentală, aria protejată conține 11 habitate naturale: Păduri pe pante, grohotișuri și ravene de Tilio-Acerion, Păduri ilirice de stejar și carpen (Erythronio-Carpinion), Ape puternic oligomezotrofe cu vegetație bentonică cu Chara spp., Liziere de ierburi înalte hidrofile de câmpie și de nivel montan până la alpin, Pseudostepă cu ierburi și specii anuale de Thero-Brachypodietea, Galerii de Salix alba și de Populus alba, Păduri de stejar alb estice, Pajiști uscate seminaturale și facies de acoperire cu tufișuri pe substraturi calcaroase (Festuco-Brometalia) (* situri importante pentru orhidee), Formațiuni de Juniperus communis pe lande sau pajiști calcaroase, Păduri de fag din Apenini cu Taxus și Ilex, Lacuri eutrofice naturale cu vegetație de tip Magnopotamion sau Hydrocharition.
La baza desemnării sitului se află mai multe specii protejate:
- plante (1): Himantoglossum adriaticum
- păsări (33): uliu porumbar (Accipiter gentilis), uliu păsărar (Accipiter nisus), fâsă-de-câmp (Anthus campestris), cucuvea (Athene noctua), buha (Bubo bubo), șorecarul comun (Buteo buteo), caprimulg (Caprimulgus europaeus), șerpar (Circaetus gallicus), erete de stuf (Circus aeruginosus), erete vânăt (Circus cyaneus), erete cenușiu (Circus pygargus), presură de grădină (Emberiza hortulana), Eudromias morinellus, Falco biarmicus, șoim călător (Falco peregrinus), șoimul rândunelelor (Falco subbuteo), vânturel roșu (Falco tinnunculus), muscar-gulerat (Ficedula albicollis), cinteză (Fringilla coelebs), sfrâncioc roșiatic (Lanius collurio), ciocârlie de pădure (Lullula arborea), mierlă de piatră (Monticola saxatilis), pietrar sur (Oenanthe oenanthe), viespar (Pernis apivorus), codroș de munte (Phoenicurus ochruros), codroșul de pădure (Phoenicurus phoenicurus), pitulice de munte (Phylloscopus collybita), mugurarul (Pyrrhula pyrrhula), mărăcinar negru (Saxicola torquatus), sturz-cântător (Turdus philomelos), sturz (Turdus pilaris), mierlă gulerată (Turdus torquatus), sturzul de vâsc (Turdus viscivorus)

Pe lângă speciile protejate, pe teritoriul sitului au mai fost identificate 5 specii de păsări.